# دلروی (اوهایو)
دلروی (به انگلیسی: Dellroy) یک روستا در ایالات متحده آمریکا است که در شهرستان کرول، اوهایو واقع شده‌است. دلروی ۰٫۵۴ کیلومتر مربع مساحت و ۳۵۶ نفر جمعیت دارد و ۲۹۲ متر بالاتر از سطح دریا قرار دارد.